# Claudia Kohdeová-Kilschová
Claudia Kohdeová-Kilschová, rodným příjmením Kohdeová (* 11. prosince 1963 Saarbrücken) je bývalá německá profesionální tenistka a politička, členka strany Die Linke. Ve své kariéře vyhrála osm titulů ve dvouhře a dvacet pět ve čtyřhře.
Na žebříčku WTA byla ve dvouhře nejvýše klasifikována v září 1985 na 4. místě a ve čtyřhře pak v srpnu 1987 na 3. místě.
Na Letních olympijských hrách 1988 v Soulu získala se Steffi Grafovou bronzovou medaili v ženské čtyřhře.

## Grand Slam a Turnaj mistryň
S dlouhodobou stabilní spoluhráčkou Helenou Sukovou vyhrála dva grandslamy, když ve finále US Open 1985 porazily favorizovaný americký pár Martina Navrátilová a Pam Shriverová. Ve Wimbledonu 1987 si pak v rozhodujícím zápase poradily s americko-australskou dvojicí Betsy Nagelsenová a Elizabeth Smylieová. V dalších šesti případech odešla ze čtyřhry Grand Slamu jako poražená finalistka, vždy od páru Navrátilová a Shriverová.
V ženské dvouhře se čtyřikrát probojovala do semifinále. Na travnatém Australian Open 1985 skončila jako pátá nasazená na raketě světové jedničky Chris Evertové. na navazujícím ročníku 1987 ji vyřadila pozdější vítězka Hana Mandlíková, přestože Češce uštědřila „kanára“. V debutovém ročníku 1988 konaném na tvrdém povrchu hladce podlehla krajance Steffi Grafové, která jako třetí žena historie získala danou sezónu čistý grandslam. Do semifinále se také podívala na antukovém French Open 1985, kde v roli turnajové sedmičky nenašla recept na první nasazenou Martinu Navrátilovou.
Pětkrát si zahrála deblové finále Turnaje mistryň, probíhajícího v newyorské Madison Square Garden. Čtyřikrát se účastnila společně se Sukovou. Ani jednou však na mistrovskou trofej nedosáhla, když ve čtyřech z pěti finálových proher je přehrál nejlepší pár 80. let Navrátilová a Shriverová.

## Týmové soutěže

### Pohár federace
Ve fedcupovém týmu Západního Německa debutovala v roce 1982 utkáním 1. kola Světové skupiny proti Portugalsku, v němž porazila Fiuazovou dvěma „kanáry“ a s Pfaffovou vyhrála čtyřhru 6–0 s 6–1.
Ve finále Poháru federace 1982 proti Spojeným státům prohrála dvouhru s Evertovou i čtyřhru po boku Bettiny Bungeové. Němky tak odešly poraženy 0:3 na zápasy. V navazujícím Poháru federace 1983 si opět zahrála finálový duel proti Československu, v němž nestačila na Sukovou a za rozhodnutého stavu vyhrála debla s Pfaffovou. Německo tentokrát prohrálo 1:2 na zápasy. První titul Německa přišel v Poháru federace 1987, když ve finále proti Američankám sice prohrála se Shriverovou, ale rozhodující vítězný bod získala v páru se Steffi Grafovou. Ve čtyřhře zdolaly dvojici Evertová a Shriverová po dramatickém průběhu 1–6, 7–5 a 6–4. Poslední střetnutí odehrála ve čtvrtfinále Světové skupiny 1989 proti Československu, v němž odešla poražena z dvouhry i čtyřhry.
V soutěži nastoupila k dvaceti pěti mezistátním utkáním s bilancí 17–8 ve dvouhře a 11–4 ve čtyřhře.

### Letní olympijské hry
Západní Německo reprezentovala na soulských Hrách XIV. olympiády, na kterých se tenis poprvé od roku 1924 vrátil do rodiny olympijských sportů. Do soutěže dvouhry vstupovala z pozice deváté nasazené. Po volném losu však překvapivě nestačila na Italku Raffaellu Reggiovou ve třech setech. Společně se Steffi Grafovou vytvořila jeden z favorizovaných párů ženské čtyřhry. Jako turnajové dvojky prošly do semifinále, v němž skončily na raketách československé dvojice Jana Novotná a Helena Suková výsledkem 5–7 a 3–6. Poražené semifinalistky na této olympiádě nehrály zápas o bronz, když medaile připadla oběma dvojicím.

## Soukromý život
Narodila se roku 1963 v západoněmeckém Saarbrückenu jako Claudia Kohdeová. Druhé příjmení Kilschová přijala po adoptivním otci a právníkovi Jürgenu Kilschovi. Má mladší sestru Katrin Kohdeovou. Tenis začala hrát v pěti letech.

## Finálová utkání velkých turnajů

### Grand Slam

#### Ženská čtyřhra: 8 (2 výhry, 6 proher)
| Stav       | Rok  | Turnaj          | Povrch | Spoluhráčka     | Soupeřky ve finále                    | Výsledek         |
| Finalistka | 1982 | Australian Open | tráva  | Eva Pfaffová    | Martina Navrátilová Pam Shriverová    | 6–4, 6–2         |
| Finalistka | 1984 | French Open     | antuka | Hana Mandlíková | Martina Navrátilová Pam Shriverová    | 5–7, 6–3, 6–2    |
| Finalistka | 1984 | Australian Open | tráva  | Helena Suková   | Martina Navrátilová Pam Shriverová    | 6–3, 6–4         |
| Finalistka | 1985 | French Open     | antuka | Helena Suková   | Martina Navrátilová Pam Shriverová    | 4–6, 6–2, 6–2    |
| Vítězka    | 1985 | US Open         | tvrdý  | Helena Suková   | Martina Navrátilová Pam Shriverová    | 6–7(5), 6–2, 6–3 |
| Finalistka | 1985 | Australian Open | tráva  | Helena Suková   | Martina Navrátilová Pam Shriverová    | 6–3, 6–4         |
| Vítězka    | 1987 | Wimbledon       | tráva  | Helena Suková   | Betsy Nagelsenová Elizabeth Smylieová | 7–5, 7–5         |
| Finalistka | 1988 | French Open     | antuka | Helena Suková   | Martina Navrátilová Pam Shriverová    | 6–2, 7–5         |

### Turnaj mistryň

#### Ženská čtyřhra: 5 (0 výher, 5 proher)
| Stav       | Rok          | Turnaj   | Povrch      | Spoluhráčka   | Soupeřky ve finále                 | Výsledek            |
| Finalistka | 1983         | New York | koberec (h) | Eva Pfaffová  | Martina Navrátilová Pam Shriverová | 7–5, 6–2            |
| Finalistka | 1985         | New York | koberec (h) | Helena Suková | Martina Navrátilová Pam Shriverová | 6–7(4), 6–4, 7–6(5) |
| Finalistka | 1986březen   | New York | koberec (h) | Helena Suková | Hana Mandlíková Wendy Turnbullová  | 6–4, 6–7(4), 6–3    |
| Finalistka | 1986listopad | New York | koberec (h) | Helena Suková | Martina Navrátilová Pam Shriverová | 1–6, 6–1, 6–1       |
| Finalistka | 1987         | New York | koberec (h) | Helena Suková | Martina Navrátilová Pam Shriverová | 6–1, 6–1            |

## Finálové účasti
| Legenda                                         |
| ----------------------------------------------- |
| D – dvouhra; Č – čtyřhra                        |
| Grand Slam (2–6 Č)                              |
| WTA Tour Championships (0–5 Č)                  |
| Tier I / Premier Mandatory & Premier 5 (1–2 Č)  |
| Tier II / Premier (1–3 Č)                       |
| Tier III, IV & V / International (2–0 D; 2–5 Č) |
| Virginia Slims, Avon, další (6–8 D; 19–18 Č)    |

| Finále dle povrchu      |
| ----------------------- |
| tvrdý (1–1 D; 5–8 Č)    |
| tráva (1–0 D; 2–9 Č)    |
| antuka (3–4 D; 10–8 Č)  |
| koberec (3–3 D; 8–14 Č) |

### Dvouhra: 16 (8–8)
| Stav       | Č. | Datum             | Turnaj                            | Povrch      | Soupeřka ve finále      | Výsledek         |
| ---------- | -- | ----------------- | --------------------------------- | ----------- | ----------------------- | ---------------- |
| Vítězka    | 1. | 12. ledna 1981    | Toronto, Kanada                   | koberec (h) | Nina Bohmová            | 4–6, 6–2, 7–5    |
| Vítězka    | 2. | 13. července 1981 | Kitzbühel, Rakousko               | antuka      | Sylvia Haniková         | 7–5, 7–6         |
| Vítězka    | 3. | 25. ledna 1982    | Pittsburgh, Spojené státy         | koberec (h) | Eva Pfaffová            | 6–4, 6–0         |
| Vítězka    | 4. | 17. března 1982   | Austin, Spojené státy             | koberec (h) | Helena Suková           | 7–6(0), 0–6, 6–3 |
| Finalistka | 1. | 9. dubna 1984     | Hilton Head Island, Spojené státy | antuka      | Chris Evertová-Lloydová | 2–6, 3–6         |
| Vítězka    | 5. | 14. května 1984   | Berlín, Německo                   | antuka      | Kathy Horvathová        | 7–6(8), 6–1      |
| Finalistka | 2. | 29. října 1984    | Curych, Švýcarsko                 | koberec (h) | Zina Garrisonová        | 1–6, 6–0, 2–6    |
| Finalistka | 3. | 10. prosince 1984 | Tokio, Japonsko                   | koberec (h) | Manuela Malejevová      | 6–3, 4–6, 4–6    |
| Vítězka    | 6. | 29. července 1985 | Los Angeles, Spojené státy        | tvrdý       | Pam Shriverová          | 6–2, 6–4         |
| Finalistka | 4. | 5. srpna 1985     | Toronto, Kanada                   | tvrdý       | Chris Evertová-Lloydová | 2–6, 4–6         |
| Finalistka | 5. | 13. ledna 1986    | Worcester, Spojené státy          | koberec (h) | Martina Navrátilová     | 6–4, 1–6, 4–6    |
| Finalistka | 6. | 31. března 1986   | Marco Island, Spojené státy       | antuka      | Chris Evertová-Lloydová | 4–6, 2–6         |
| Finalistka | 7. | 14. dubna 1986    | Amelia Island, Spojené státy      | antuka      | Steffi Grafová          | 4–6, 7–5, 6–7(3) |
| Finalistka | 8. | 11. května 1987   | Berlín, Německo                   | antuka      | Steffi Grafová          | 2–6, 3–6         |
| Vítězka    | 7. | 6. června 1988    | Birmingham, Spojené království    | tráva       | Pam Shriverová          | 6–1, 6–2         |
| Vítězka    | 8. | 10. září 1990     | Kitzbühel, Rakousko               | antuka      | Rachel McQuillanová     | 7–6(5), 6–4      |

### Čtyřhra: 64 (25–39)
| Stav       | Č.  | Datum              | Turnaj             | Povrch      | Spoluhráčka           | Soupeřky ve finále                              | Výsledek            |
| ---------- | --- | ------------------ | ------------------ | ----------- | --------------------- | ----------------------------------------------- | ------------------- |
| Vítězka    | 1.  | 21. července 1980  | Kitzbühel          | antuka      | Eva Pfaffová          | Hana Mandlíková Renáta Tomanová                 | bez boje            |
| Vítězka    | 2.  | 13. července 1981  | Kitzbühel          | tvrdý       | Eva Pfaffová          | Elizabeth Littleová Yvonne Vermaaková           | 6–4, 6–3            |
| Finalistka | 1.  | 17. května 1982    | Berlín             | antuka      | Bettina Bungeová      | Liz Gordonová Beverly Mouldová                  | 3–6, 4–6            |
| Finalistka | 2.  | 15. listopadu 1982 | Brisbane           | tráva       | Eva Pfaffová          | Billie Jean Kingová Anne Smithová               | 3–6, 4–6            |
| Finalistka | 3.  | 22. listopadu 1982 | Sydney             | tráva       | Eva Pfaffová          | Martina Navrátilová Pam Shriverová              | 3–6, 6–2, 6–7       |
| Finalistka | 4.  | 29. listopadu 1982 | Australian Open    | tráva       | Eva Pfaffová          | Martina Navrátilová Pam Shriverová              | 4–6, 2–6            |
| Vítězka    | 3.  | 21. února 1983     | Oakland            | koberec (h) | Eva Pfaffová          | Rosie Casalsová Wendy Turnbullová               | 6–4, 4–6, 6–4       |
| Finalistka | 5.  | 23. března 1983    | VS Championships   | koberec (h) | Eva Pfaffová          | Martina Navrátilová Pam Shriverová              | 5–7, 2–6            |
| Finalistka | 6.  | 16. května 1983    | Berlín             | antuka      | Eva Pfaffová          | Jo Durieová Anne Hobbsová                       | 4–6, 6–7(2)         |
| Vítězka    | 4.  | 4. července 1983   | Hittfeld           | antuka      | Bettina Bungeová      | Ivanna Madrugaová Catherine Tanvierová          | 7–5, 6–4            |
| Vítězka    | 5.  | 9. dubna 1984      | Hilton Head Island | antuka      | Hana Mandlíková       | Anne Hobbsová Sharon Walshová                   | 7–5, 6–2            |
| Vítězka    | 6.  | 23. dubna 1984     | Orlando            | antuka      | Hana Mandlíková       | Anne Hobbsová Wendy Turnbullová                 | 6–0, 1–6, 6–3       |
| Finalistka | 7.  | 28. května 1984    | French Open        | antuka      | Hana Mandlíková       | Martina Navrátilová Pam Shriverová              | 7–5, 3–6, 2–6       |
| Finalistka | 8.  | 20. srpna 1984     | Montreal           | tvrdý       | Hana Mandlíková       | Kathy Jordanová Elizabeth Sayersová             | 1–6, 2–6            |
| Vítězka    | 7.  | 15. října 1984     | Filderstadt        | koberec (h) | Helena Suková         | Bettina Bungeová Eva Pfaffová                   | 6–2, 4–6, 6–3       |
| Finalistka | 9.  | 29. října 1984     | Curych             | koberec (h) | Hana Mandlíková       | Andrea Leandová Andrea Temesváriová             | 1–6, 3–6            |
| Vítězka    | 8.  | 19. listopadu 1984 | Sydney             | tráva       | Helena Suková         | Wendy Turnbullová Sharon Walshová               | 6–2, 7–6(4)         |
| Finalistka | 10. | 29. listopadu 1984 | Australian Open    | tráva       | Helena Suková         | Martina Navrátilová Pam Shriverová              | 3–6, 4–6            |
| Vítězka    | 9.  | 10. prosince 1984  | Tokio              | koberec (h) | Helena Suková         | Elizabeth Smylieová Catherine Tanvierová        | 6–4, 6–4            |
| Finalistka | 11. | 7. ledna 1985      | Washington, D.C.   | koberec (h) | Helena Suková         | Gigi Fernándezová Martina Navrátilová           | 3–6, 6–3, 3–6       |
| Finalistka | 12. | 18. března 1985    | VS Championships   | koberec (h) | Helena Suková         | Martina Navrátilová Pam Shriverová              | 7–6(4), 4–6, 6–7(5) |
| Vítězka    | 10. | 13. května 1985    | Berlín             | antuka      | Helena Suková         | Steffi Grafová Catherine Tanvierová             | 6–4, 6–1            |
| Finalistka | 13. | 27. května 1985    | French Open        | antuka      | Helena Suková         | Martina Navrátilová Pam Shriverová              | 6–4, 2–6, 2–6       |
| Vítězka    | 11. | 29. července 1985  | Los Angeles        | tvrdý       | Helena Suková         | Hana Mandlíková Wendy Turnbullová               | 6–4, 6–2            |
| Finalistka | 14. | 12. srpna 1985     | Mahwah             | tvrdý       | Helena Suková         | Kathy Jordanová Elizabeth Smylieová             | 6–7(6), 3–6         |
| Vítězka    | 12. | 26. srpna 1985     | US Open            | tvrdý       | Helena Suková         | Martina Navrátilová Pam Shriverová              | 6–7(5), 6–2, 6–3    |
| Finalistka | 15. | 28. října 1985     | Curych             | koberec (h) | Helena Suková         | Hana Mandlíková Andrea Temesváriová             | 4–6, 6–3, 5–7       |
| Finalistka | 16. | 11. listopadu 1985 | Brisbane           | tráva       | Helena Suková         | Martina Navrátilová Pam Shriverová              | 4–6, 7–6(6), 1–6    |
| Finalistka | 17. | 25. listopadu 1985 | Australian Open    | tráva       | Helena Suková         | Martina Navrátilová Pam Shriverová              | 3–6, 4–6            |
| Vítězka    | 13. | 9. prosince 1985   | Tokio              | koberec (h) | Helena Suková         | Marcella Meskerová Elizabeth Smylieová          | 6–0, 6–4            |
| Finalistka | 18. | 6. ledna 1986      | Washington, D.C.   | koberec (h) | Helena Suková         | Martina Navrátilová Pam Shriverová              | 3–6, 4–6            |
| Finalistka | 19. | 13. ledna 1986     | Worcester          | koberec (h) | Helena Suková         | Martina Navrátilová Pam Shriverová              | 3–6, 1–6            |
| Vítězka    | 14. | 10. března 1986    | Dallas             | koberec (h) | Helena Suková         | Hana Mandlíková Wendy Turnbullová               | 4–6, 7–5, 6–4       |
| Finalistka | 20. | 17. března 1986    | VS Championship    | koberec (h) | Helena Suková         | Martina Navrátilová Pam Shriverová              | 4–6, 7–6(4), 3–6    |
| Vítězka    | 15. | 14. dubna 1986     | Amelia Island      | antuka      | Helena Suková         | Gabriela Sabatini Catherine Tanvierová          | 6–2, 5–7, 7–6(7)    |
| Finalistka | 21. | 16. června 1986    | Eastbourne         | tráva       | Helena Suková         | Martina Navrátilová Pam Shriverová              | 2–6, 4–6            |
| Finalistka | 22. | 11. srpna 1986     | Los Angeles        | tvrdý       | Helena Suková         | Martina Navrátilová Pam Shriverová              | 4–6, 3–6            |
| Finalistka | 23. | 3. listopadu 1986  | Worcester          | koberec (h) | Helena Suková         | Martina Navrátilová Pam Shriverová              | 5–7, 3–6            |
| Vítězka    | 16. | 10. listopadu 1986 | Chicago            | antuka      | Helena Suková         | Steffi Grafová Gabriela Sabatini                | 6–7(5), 7–6(5), 6–3 |
| Finalistka | 24. | 17. listopadu 1986 | VS Championship    | koberec (h) | Helena Suková         | Martina Navrátilová Pam Shriverová              | 6–7(1), 3–6         |
| Vítězka    | 17. | 30. ledna 1987     | Tokio              | koberec (h) | Helena Suková         | Elise Burginová Pam Shriverová                  | 6–1, 7–6(5)         |
| Finalistka | 25. | 23. února 1987     | Key Biscayne       | tvrdý       | Helena Suková         | Martina Navrátilová Pam Shriverová              | 3–6, 6–7(6)         |
| Finalistka | 26. | 23. dubna 1987     | Řím                | antuka      | Helena Suková         | Martina Navrátilová Gabriela Sabatini           | 4–6, 1–6            |
| Vítězka    | 18. | 11. května 1987    | Berlín             | antuka      | Helena Suková         | Catarina Lindqvistová Tine Scheuerová-Larsenová | 6–1, 6–2            |
| Vítězka    | 19. | 22. června 1987    | Wimbledon          | tráva       | Helena Suková         | Betsy Nagelsenová Elizabeth Smylieová           | 7–5, 7–5            |
| Finalistka | 27. | 17. srpna 1987     | Toronto            | tvrdý       | Helena Suková         | Zina Garrisonová Lori McNeilová                 | 1–6, 2–6            |
| Vítězka    | 20. | 21. září 1987      | Hamburk            | antuka      | Jana Novotná          | Natalia Jegorovová Leila Meschiová              | 7–6(1), 7–6(6)      |
| Vítězka    | 21. | 9. listopadu 1987  | Chicago            | koberec (h) | Helena Suková         | Zina Garrisonová Lori McNeilová                 | 6–4, 6–3            |
| Finalistka | 28. | 16. listopadu 1987 | VS Championships   | koberec (h) | Helena Suková         | Martina Navrátilová Pam Shriverová              | 1–6, 1–6            |
| Finalistka | 29. | 28. prosince 1987  | Brisbane           | tráva       | Helena Suková         | Betsy Nagelsenová Pam Shriverová                | 6–2, 5–7, 2–6       |
| Finalistka | 30. | 4. ledna 1988      | Sydney             | tráva       | Helena Suková         | Ann Henrickssonová Christiane Jolissaintová     | 6–7(5), 6–4, 3–6    |
| Finalistka | 31. | 7. března 1988     | Boca Raton         | tvrdý       | Helena Suková         | Katrina Adamsová Zina Garrisonová               | 6–4, 5–7, 4–6       |
| Finalistka | 32. | 4. dubna 1988      | Hilton Head Island | antuka      | Gabriela Sabatini     | Lori McNeilová Martina Navrátilová              | 2–6, 6–2, 3–6       |
| Finalistka | 33. | 9. května 1988     | Berlín             | antuka      | Helena Suková         | Isabelle Demongeotová Nathalie Tauziatová       | 2–6, 6–4, 4–6       |
| Finalistka | 34. | 23. května 1988    | French Open        | antuka      | Helena Suková         | Martina Navrátilová Pam Shriverová              | 2–6, 5–7            |
| Finalistka | 35. | 17. října 1988     | Curych             | koberec (h) | Helena Suková         | Isabelle Demongeotová Nathalie Tauziatová       | 3–6, 3–6            |
| Vítězka    | 22. | 28. listopadu 1988 | Adelaide           | tvrdý       | Sylvia Haniková       | Jana Novotná Lori McNeilová                     | 7–5, 6–7(4), 6–4    |
| Finalistka | 36. | 30. ledna 1989     | Tokio              | koberec (h) | Mary Joe Fernandezová | Katrina Adamsová Zina Garrisonová               | 3–6, 6–3, 6–7(5)    |
| Finalistka | 37. | 7. srpna 1989      | Los Angeles        | tvrdý       | Mary Joe Fernándezová | Martina Navrátilová Wendy Turnbullová           | 2–5skreč            |
| Vítězka    | 23. | 4. února 1991      | Oslo               | koberec (h) | Silke Meierová        | Sabine Appelmansová Raffaella Reggiová          | 3–6, 6–2, 6–4       |
| Vítězka    | 24. | 1. dubna 1991      | Hilton Head Island | antuka      | Nataša Zverevová      | Mary-Lou Danielsová Lise Gregoryová             | 6–4, 6–0            |
| Finalistka | 38. | 5. srpna 1991      | Toronto            | tvrdý       | Helena Suková         | Larisa Savčenková Nataša Zverevová              | 6–1, 5–7, 2–6       |
| Vítězka    | 25. | 24. února 1992     | Indian Wells       | tvrdý       | Stephanie Reheová     | Jill Hetheringtonová Kathy Rinaldiová           | 6–3, 6–3            |
| Finalistka | 39. | 28. září 1992      | Bayonne            | koberec (h) | Stephanie Reheová     | Linda Ferrandová Petra Langrová                 | 6–1, 3–6, 4–6       |

## Chronologie vyřazení na Grand Slamu

### Ženská dvouhra
| Turnaj           | 1980  | 1981  | 1982  | 1983  | 1984  | 1985  | 1986  | 1987  | 1988  | 1989  | 1990  | 1991  | 1992  | Celkové SR |
| ---------------- | ----- | ----- | ----- | ----- | ----- | ----- | ----- | ----- | ----- | ----- | ----- | ----- | ----- | ---------- |
| Australian Open  | 1R    | 1R    | 3R    | 3R    | 3R    | SF    | NH    | SF    | SF    | QF    | 1R    | 1R    | 2R    | 0 / 12     |
| French Open      | 1R    | 1R    | 2R    | 3R    | 4R    | SF    | 4R    | QF    | 3R    | 1R    | 2R    | 2R    | 1R    | 0 / 13     |
| Wimbledon        | A     | 2R    | 4R    | 4R    | 4R    | 2R    | 3R    | QF    | A     | 3R    | 3R    | 3R    | 2R    | 0 / 11     |
| US Open          | A     | 1R    | 3R    | 2R    | 4R    | QF    | 4R    | QF    | 3R    | 1R    | A     | 1R    | A     | 0 / 10     |
| SR               | 0 / 2 | 0 / 4 | 0 / 4 | 0 / 4 | 0 / 4 | 0 / 4 | 0 / 3 | 0 / 4 | 0 / 3 | 0 / 4 | 0 / 3 | 0 / 4 | 0 / 3 | 0 / 46     |
| Konečný žebříček | 78.   | 20.   | 19.   | 24.   | 8.    | 5.    | 7.    | 10.   | 12.   | 36.   | 46.   | 78.   | 79.   |            |

### Ženská čtyřhra
| Turnaj           | 1980  | 1981  | 1982  | 1983  | 1984  | 1985  | 1986  | 1987  | 1988  | 1989  | 1990  | 1991  | 1992  | Celkové SR |
| ---------------- | ----- | ----- | ----- | ----- | ----- | ----- | ----- | ----- | ----- | ----- | ----- | ----- | ----- | ---------- |
| Australian Open  | QF    | 1R    | F     | 1R    | F     | F     | NH    | SF    | A     | 3R    | A     | 1R    | 3R    | 0 / 10     |
| French Open      | 1R    | SF    | QF    | QF    | F     | F     | SF    | SF    | F     | 1R    | QF    | 3R    | 1R    | 0 / 13     |
| Wimbledon        | A     | 1R    | SF    | QF    | QF    | SF    | 2R    | Vítěz | A     | 3R    | 2R    | 3R    | 3R    | 1 / 11     |
| US Open          | A     | QF    | SF    | A     | 3R    | Vítěz | QF    | QF    | 3R    | A     | A     | 3R    | A     | 1 / 8      |
| SR               | 0 / 2 | 0 / 4 | 0 / 4 | 0 / 3 | 0 / 4 | 1 / 4 | 0 / 3 | 1 / 4 | 0 / 2 | 0 / 3 | 0 / 2 | 0 / 4 | 0 / 3 | 2 / 42     |
| Konečný žebříček |       |       |       |       | 5.    | 4.    | 3.    | 3.    | 8.    | 37.   | 52.   | 24.   | 25.   |            |

| Legenda | Legenda                                   | Legenda | Legenda                     |
| ------- | ----------------------------------------- | ------- | --------------------------- |
| SR      | poměr vyhraných turnajů ku všem odehraným | W–L V–P | výhry–prohry                |
| NH      | daný rok se turnaj nekonal                | A       | turnaje se hráč nezúčastnil |
| 1Q / LQ | prohra v (kole) kvalifikace               | 1k / 1R | prohra v daném kole turnaje |
| QF / ČF | prohra ve čtvrtfinále                     | SF      | prohra v semifinále         |
| F       | prohra ve finále                          | Vítěz   | vítězství v turnaji         |